# Brosch-Insel
Die Brosch-Insel (russisch Остров Брош; Ostrow Brosch) ist ein Eiland des arktischen Archipels Franz-Josef-Land. Administrativ gehört sie zur russischen Oblast Archangelsk.

## Geographie
Die Brosch-Insel misst im Durchmesser knapp einen halben Kilometer. Sie ist 12 Hektar groß und erhebt sich 85 m über das Meeresniveau.
Die Insel befindet sich im Osten der zentralen Gruppe Franz-Josef-Lands (Zichy-Inseln). Sie liegt südlich der Kuhn-Insel, von der sie nur etwa 200 Meter entfernt ist, im Sterneck-Sund. Südlich liegt die Greely-Insel, westlich die Kane-Insel.

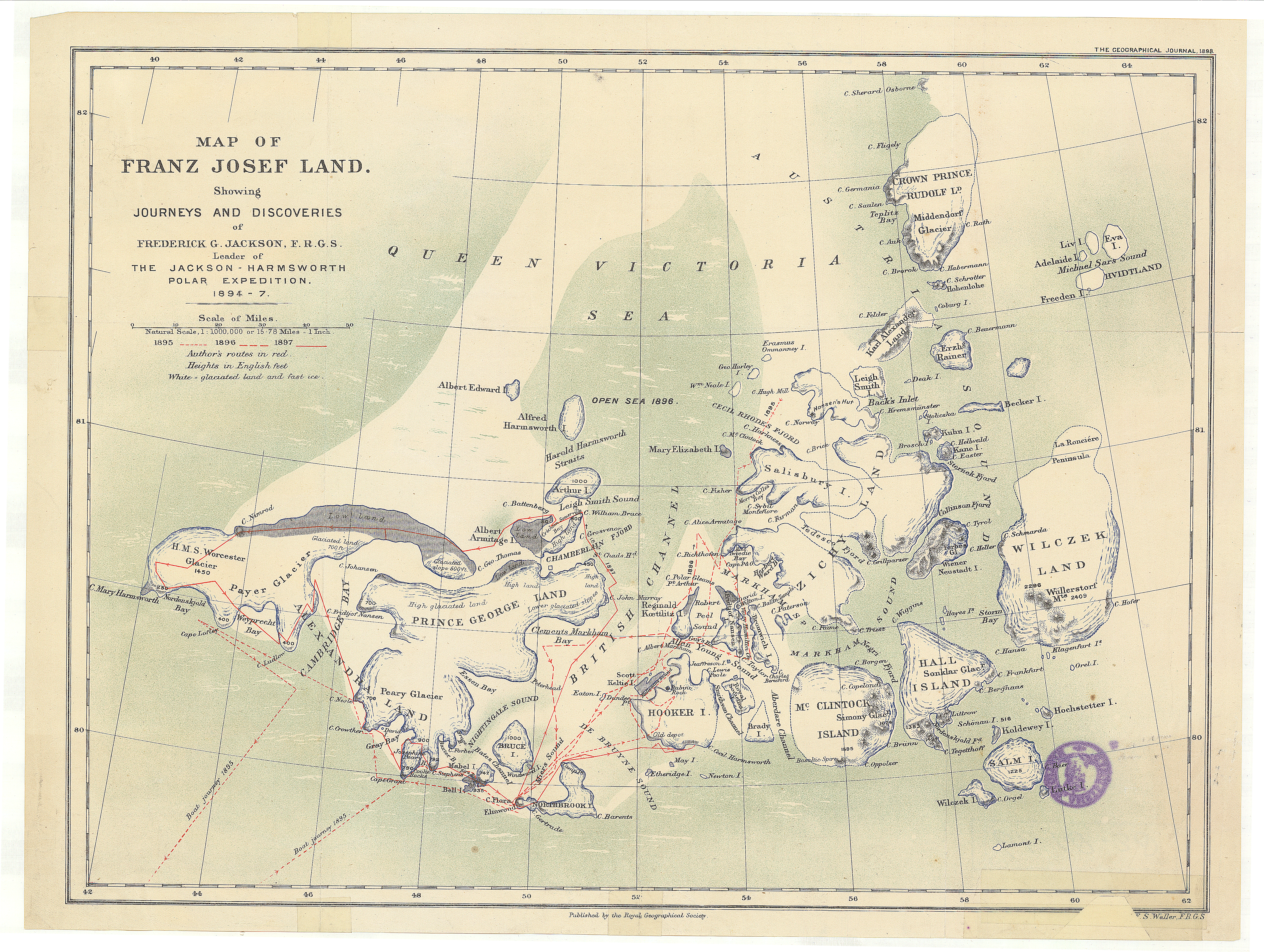
Jacksons Karte Franz-Josef-Lands von 1898 mit der Brosch-Insel

## Geschichte
Die Insel erscheint erstmals auf einer Karte des britischen Polarforschers Frederick Jackson von 1898. Namensgeber war der Schiffsleutnant Gustav Brosch (1844–1924), ein Teilnehmer der Österreichisch-Ungarische Nordpolexpedition von 1872 bis 1874. Die Insel ist wahrscheinlich eine Entdeckung dieser Expedition, da Jackson die Region um die Brosch-Insel nicht selbst besuchte. Auf den früheren Karten Julius Payers und Fridtjof Nansens ist die Brosch-Insel nicht verzeichnet.